# Pity Party (chanson)
Pity Party est une chanson de l’interprète et compositrice américaine Melanie Martinez, qui figure dans son premier album Crybaby. C'est la 8e piste audio de son album paru en 2015.
Cette chanson est inspirée de It's my party de Lesley Gore, une chanteuse américaine avec un genre musical pop, variété et doo-wop.
La chanson parle de Melanie Martinez ayant fait une fête d'anniversaire et personne n'y est venu .